# Matthews Ridge (Viktorialand)
Matthews Ridge ist ein hoher, 10 km langer, hauptsächlich verschneiter Gebirgskamm an der Pennell-Küste des ostantarktischen Viktorialands. Er ragt auf der Südseite des Tapsell Foreland auf, bildet die Ostwand des McElroy-Gletschers und endet am Barnett-Gletscher.
Der United States Geological Survey kartierte ihn anhand eigener Vermessungen und Luftaufnahmen der United States Navy aus den Jahren von 1960 bis 1963. Das Advisory Committee on Antarctic Names benannte ihn 1970 nach dem Geologen Jerry L. Matthews, der von 1965 bis 1966 in den Horlick Mountains und von 1966 bis 1967 im Gebiet um die McMurdo-Station tätig war.